# Faustino Barbina
Faustino Barbina (Mortegliano, 31 gennaio 1900 – Udine, 9 novembre 1982) è stato un politico italiano.

## Biografia
È considerato uno dei padri della regione Friuli Venezia Giulia, essendosi adoperato per la costituzione di un ente regionale che avesse in Udine e nella componente friulana il suo baricentro.
Uomo di intima fede cristiana, aderì nel primo dopoguerra al Partito popolare, poi nel luglio 1943 fu membro del comitato promotore della Democrazia cristiana (DC) friulana, di cui venne nominato segretario provinciale di Udine.

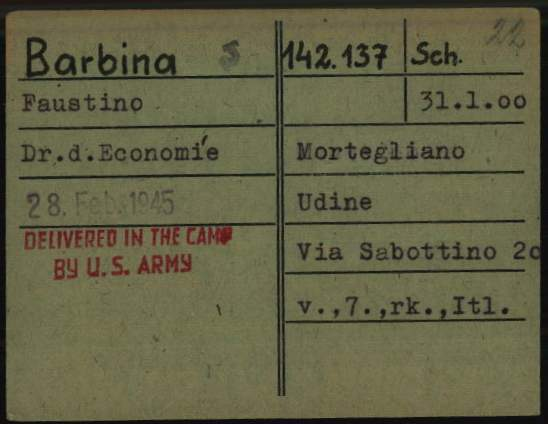
Carta di registro di Faustino Barbina come prigioniero nel campo di concentramento nazista di Dachau

Partigiano della divisione Osoppo-Friuli, di cui ricoprì la carica di commissario politico, partecipò attivamente alla Resistenza. Nel 1944 fondò «Il Nuovo Friuli», periodico della DC friulana, pubblicato già durante la clandestinità resistenziale. Il 18 gennaio 1945 fu arrestato come prigioniero politico e condotto prima nel carcere di Udine, dove oppose il silenzio alle minacce e alle torture, quindi nel lager di Dachau, dove rimase, giunto ormai allo stremo delle forze, fino alla liberazione.
Ripresa l’attività politica fu Presidente della Provincia di Udine e Deputato nella I legislatura nella quale, su emendamento del Senatore Tiziano Tessitori, venne approvata la creazione della regione autonoma Friuli Venezia Giulia.
Propugnò strenuamente la costituzione del Friuli in regione autonoma con Udine «capitale naturale e insostituibile», unica condizione a suo avviso per risolvere i gravi problemi economici e sociali del territorio, avversando al contempo l’aggregazione del Friuli alla Venezia Giulia e la subalternità del Friuli a Trieste. Combatté su questo punto anche contro il suo stesso partito della Democrazia Cristiana il cui orientamento, inizialmente ambivalente a causa del perdurare della questione triestina,  mutò con il definitivo ritorno di Trieste all'Italia a seguito del Memorandum di Londra del 1954.
Nel marzo 1970 fu tra i fondatori dell’Istituto friulano per la storia del movimento di liberazione.
Morì il 9 novembre 1982, all'età di 82 anni.